# استاد و خدمتکار (فیلم)
استاد و خدمتکار (ارمنی: Տերն ու ծառան) یک فیلم کمدی است محصول سال ۱۹۶۲، به کارگردانی دمیتری کسایانتس و نویسندگی یرواند ماناریان این فیلم بر اساس داستانی به همین نوشته هوهانس تومانیان تهیه شده است.

## بازیگران
- تادئوس ساریان در نقش Մաթոս
- فرونزیک مکرتچیان در نقش Սիմոն
- سوس سارگسیان در نقش Մանաս
- ملینه هامامجیان
- خ. ساندالجیان
- س. بادالیان
- آرمن خوستیکیان